# VY Волопаса
VY Волопаса (лат. VY Boötis) — одиночная переменная звезда в созвездии Волопаса на расстоянии приблизительно 11024 световых лет (около 3380 парсеков) от Солнца. Видимая звёздная величина звезды — от +13,65m до +12,63m.

## Характеристики
VY Волопаса — жёлто-белая пульсирующая переменная звезда типа RR Лиры (RRAB)** спектрального класса F. Эффективная температура — около 6566 K.